# Mutisia sodiroi
Mutisia sodiroi là một loài thực vật có hoa trong họ Cúc. Loài này được Hieron. mô tả khoa học đầu tiên năm 1900.